# FCEUX
 (juillet 2018).
Si vous disposez d'ouvrages ou d'articles de référence ou si vous connaissez des sites web de qualité traitant du thème abordé ici, merci de compléter l'article en donnant les références utiles à sa vérifiabilité et en les liant à la section « Notes et références ».
FCEUX est un émulateur libre des consoles de jeux vidéo Nintendo Entertainment System et Famicom. C'est une évolution du projet initial FCE Ultra.
Il tourne sous DOS, Linux (SVGAlib et X), Mac OS X et MS Windows. Une interface graphique est fournie pour le portage MS Windows, une autre, gfceu écrite en GTK, est disponible pour Linux, et les autres portages ont une interface en ligne de commande. Le portage SDL devrait tourner sur tout système UNIX sans changement de code source. FCE Ultra a également été porté sous GP2X, PSP sous le nom de PSPFceUltra, Nintendo GameCube et Pepper Pad.[Passage à actualiser]